# 南河三峰
70°29′S 66°30′W / 70.483°S 66.500°W
南河三峰（英語：Procyon Peaks）是南極洲的山峰，位於帕爾默地西岸，處於伯特倫冰川和米勒特冰川之間，在穆爾角以東約46公里，以南河三命名，現時由南極條約體系管理。